# Суразька сільська рада
Сура́зька сільська́ ра́да — адміністративно-територіальна одиниця та орган місцевого самоврядування в Шумському районі Тернопільської області. Адміністративний центр — село Сураж.

## Загальні відомості
- Територія ради: 42,014 км²
- Населення ради: 1 880 осіб (станом на 2001 рік)
- Територією ради протікає річка Вілія

## Населені пункти
Сільській раді підпорядковані населені пункти:
- с. Сураж
- с. Ходаки

## Склад ради
Рада складається з 16 депутатів та голови.
- Голова ради: Ковбасюк Віктор Петрович
- Секретар ради: Ніколюк Марія Олександрівна

### Керівний склад попередніх скликань
| Прізвище, ім'я, по батькові   | Основні відомості                                                               | Дата обрання | Дата звільнення |
| ----------------------------- | ------------------------------------------------------------------------------- | ------------ | --------------- |
| Яремчук Володимир Миколайович | Сільський голова, 1973 року народження                                          | 26.03.2006   | 31.10.2010      |
| Ковбасюк Віктор Петрович      | Сільський голова, 1960 року народження, освіта середня спеціальна, безпартійний | 31.10.2010   |                 |

Примітка: таблиця складена за даними сайту Верховної Ради України

### Депутати
За результатами місцевих виборів 2010 року депутатами ради стали:

#### За суб'єктами висування
| Суб'єкт висування          | Кількість обраних депутатів | %  |
| -------------------------- | --------------------------- | -- |
| Самовисування              | 12                          | 75 |
| Громадянська партія «Пора» | 4                           | 25 |

#### За округами
| № округу                   | Прізвище, ім'я, по батькові       | Дата визнання обраним | Освіта             | Партійна приналежність                        | Відомості про обраного депутата                 |
| -------------------------- | --------------------------------- | --------------------- | ------------------ | --------------------------------------------- | ----------------------------------------------- |
| Громадянська партія «ПОРА» |                                   |                       |                    |                                               |                                                 |
| 7                          | Ніколюк Марія Олександрівна       | 04.11.2010            | незакінчена вища   | позапартійна                                  | Суразької Сільська Рада, секретар               |
| 12                         | Мендрук Віктор Степанович         | 04.11.2010            | середня спеціальна | позапартійний                                 | приватний підприємець                           |
| 15                         | Анін Тетяна Сергіївна             | 04.11.2010            | середня            | позапартійна                                  | Суразької Сільська Рада, зав.військовим обліком |
| 16                         | Нечипорук Анатолій Іванович       | 04.11.2010            | середня спеціальна | позапартійний                                 | приватний підприємець                           |
| Самовисування              |                                   |                       |                    |                                               |                                                 |
| 1                          | Юзюк Ганна Анатоліївна            | 04.11.2010            | середня спеціальна | позапартійна                                  | тимчасово не працює                             |
| 2                          | Блажеюк Віта Анатоліївна          | 04.11.2010            | вища               | позапартійна                                  | Шумський РЦ, позашкільна робота                 |
| 3                          | Цезарук Юрій Петрович             | 04.11.2010            | середня спеціальна | позапартійний                                 | Суразьке лісництво, майстер                     |
| 4                          | Цезарук Віта Володимирівна        | 04.11.2010            | середня спеціальна | член Всеукраїнського об'єднання «Батьківщина» | Шумській ЦРЛ, медсестра                         |
| 5                          | Чириба Наталя Володимирівна       | 04.11.2010            | незакінчена вища   | позапартійна                                  | Суразької Сільської Ради, головний бухгалтер    |
| 6                          | Золотун Станіслав Ігорович        | 04.11.2010            | середня спеціальна | позапартійний                                 | тимчасово не працює                             |
| 8                          | Півень Леонід Іванович            | 04.11.2010            | середня спеціальна | позапартійний                                 | приватний підприємець                           |
| 9                          | Ніколюк Тетяна Василівна          | 04.11.2010            | вища               | позапартійна                                  | Суразький НВК, вчитель математики               |
| 10                         | Матвійчук Любов Григорівна        | 04.11.2010            | вища               | позапартійна                                  | Суразький НВК, вчитель початкових класів        |
| 11                         | Верещинський Михайло Федорович    | 04.11.2010            | середня            | позапартійний                                 | Фермерське господарство"Аграрник", голова       |
| 13                         | Верещинський Мирослав Миколайович | 04.11.2010            | вища               | позапартійний                                 | приватний підприємець                           |
| 14                         | Рудюк Алла Іванівна               | 03.01.2011            | середня спеціальна | позапартійна                                  | Шумська ЦРЛ, медсестра                          |